# 石井信易
石井 信易（いしい のぶやす）は、戦国時代から安土桃山時代にかけての武将。龍造寺氏の家臣。石井和泉守家（嫡男家）第4代当主。佐賀藩祖鍋島直茂・陽泰院夫妻の甥にあたる。

## 来歴
龍造寺隆信の馬廻石井常忠の嫡男として誕生。母は石井忠次の娘。長じて、隆信より偏諱を受け信易と名乗る。父・常忠の病死により、天正11年（1583年）家督を継いだ。
翌天正12年（1584年）、沖田畷の戦いでは旗本隊の将として出陣し、主君隆信を護衛したが、本陣壊滅により隆信と共に戦死した。男子がなかったため、鍋島直茂・陽泰院夫妻の取り計らいにより、同族の石井忠易が信易の娘を娶り、家督を継いだ。